# The Avalanches
The Avalanches (с англ. — «Лавины») — австралийская электронная музыкальная группа, образованная в Мельбурне в 1997 году. Они выпустили три студийных альбома, а также исполняют живые и записанные диджейские сеты. В настоящее время в состав группы входят Робби Чатер и Тони Ди Блази. Группа является представителем жанра пландерфоника, а их первый альбом Since I Left You (2000) был признан многими критиками самым важным примером этого жанра.

## Характеристики
Живые выступления
Изначально The Avalanches играли вживую, используя сэмплеры, аналоговые клавиатуры, бас-гитару, ударную установку и терменвокс. Позже их установка включала четыре вертушки, стойку для ударных инструментов и батарею спецэффектов, управляемых по MIDI.
Группа выступала на фестивалях в 2000–2001 годах, включая Big Day Out, Falls Festival и V Festival. В их концертном туре по Европе в качестве перкуссиониста был задействован Питер «Снейки» Уитфорд, который ранее играл в афро-психологической группе Prophecy на индонезийских островах. Даррен Сельтманн сломал лодыжку во время шоу группы в Electric Ballroom в Лондоне, а Джеймс Дела Круз получил сотрясение мозга на сцене фестиваля V2001. Остальные живые выступления были диджейскими сетами только с Робби Чатером. Несмотря на это, группа в конечном итоге получила награду Best Live Act 2001 от журнала MUZIK. Этот формат продолжился в Соединенных Штатах и Японии, во время туров в поддержку альбома Since I Left You. Чатер, Дела Круз и Декстер Фабей также провели диджейское шоу по Австралии, назвав себя Magic Midgets.
The Avalanches продолжили диджействовать на австралийских фестивалях, таких как Golden Plains и Splendour in the Grass, в течение 2006 и 2007 годов, хотя эти сеты были возвращением к более тяжелому, клубному звучанию и заметно отличались от предыдущих диджейских сетов. Группа вернулась к живым выступлениям в 2016 году, выступив на австралийском музыкальном фестивале Splendour in the Grass. В их живом составе были Чатер на басу и Ди Блази на вертушках, а также приглашенные музыканты Пэрис Джеффри на барабанах, Spank Rock в качестве MC и Элиза Вольфграмм на вокале.
В мае 2017 года The Avalanches курировали вечеринку The Avalanches – Since I Left You Block Party в рамках фестиваля Vivid LIVE в Сиднее. Выступая на открытом воздухе в Сиднейском оперном театре, The Avalanches были хедлайнерами, к ним присоединились «специальные гости» DJ Shadow, Briggs, Sampa the Great, Jonti и DJ JNETT.

## Наследие
Группа была отмечена как важный новаторский пример пландерфоники, а один рецензент назвал их «легендарной силой пландерфоники». Их первый альбом Since I Left You, выпущенный в 2000 году, был отмечен как влиятельный, шедевр и в частности знаковый пример жанра. Альбом был отмечен за большое количество используемых в нем сэмплов, около 3500, и тот факт, что он полностью состоит из сэмплов без живой музыки. Он также был отмечен за свою сложность и использование сэмплов диалогов. Альбом был описан как невероятно сложный и даже дадаистский. Since I Left You появлялся в различных лучших образцах жанра Plunder house и также был описан как один из трех основных альбомов пландерфоники, наряду с Endtroducing... (1996) DJ Shadow и Donuts (2006) J Dilla.
Ряд музыкальных критиков, включая Volksgeist, Амара Эдирвиру, пишущего для VinylFactory, и других, считают Since I Left You лучшим альбомом пландерфоники всех времен.
В юридических комментариях отмечается, что небольшой размер сэмплов, используемых The Avalanches в своей работе, может не пересечь порог значимости, что позволило бы первоначальному исполнителю сэмплов подать иск в суд.

## Дискография
Смотри статью «Дискография The Avalanches» в англ. разделе.
Студийные альбомы
- Since I Left You (2000)
- Wildflower (2016)
- We Will Always Love You (2020)[21]